# Tankový prapor (film)
Tankový prapor je československý film režiséra Víta Olmera z roku 1991 natočený ve filmovém studiu Barrandov společností Bonton a.s. podle stejnojmenné literární předlohy Josefa Škvoreckého. V hlavní roli Lukáš Vaculík. Návštěvnost přesáhla dva miliony diváků a tržby dosáhly 55 milionů korun. Jedná se o první československý porevoluční film, který byl navíc financován ze soukromých peněz.

## Obsazení
- Lukáš Vaculík – rotný Daniel "Danny" Smiřický
- Roman Skamene – major Borovička
- Simona Chytrová – Janinka Pinkasová
- Vítězslav Jandák – kapitán Matka
- Miroslav Donutil – nadporučík Růžička
- Vlastimil Zavřel – podporučík Malina
- Martin Zounar – poručík Prouza
- Václav Vydra – svobodník Mlejnek
- Michal Suchánek – vojín Mengele
- Milan Šimáček – rotný Soudek
- Miroslav Táborský – desátník Plíhal
- Martina Adamcová – četařka Babinčáková

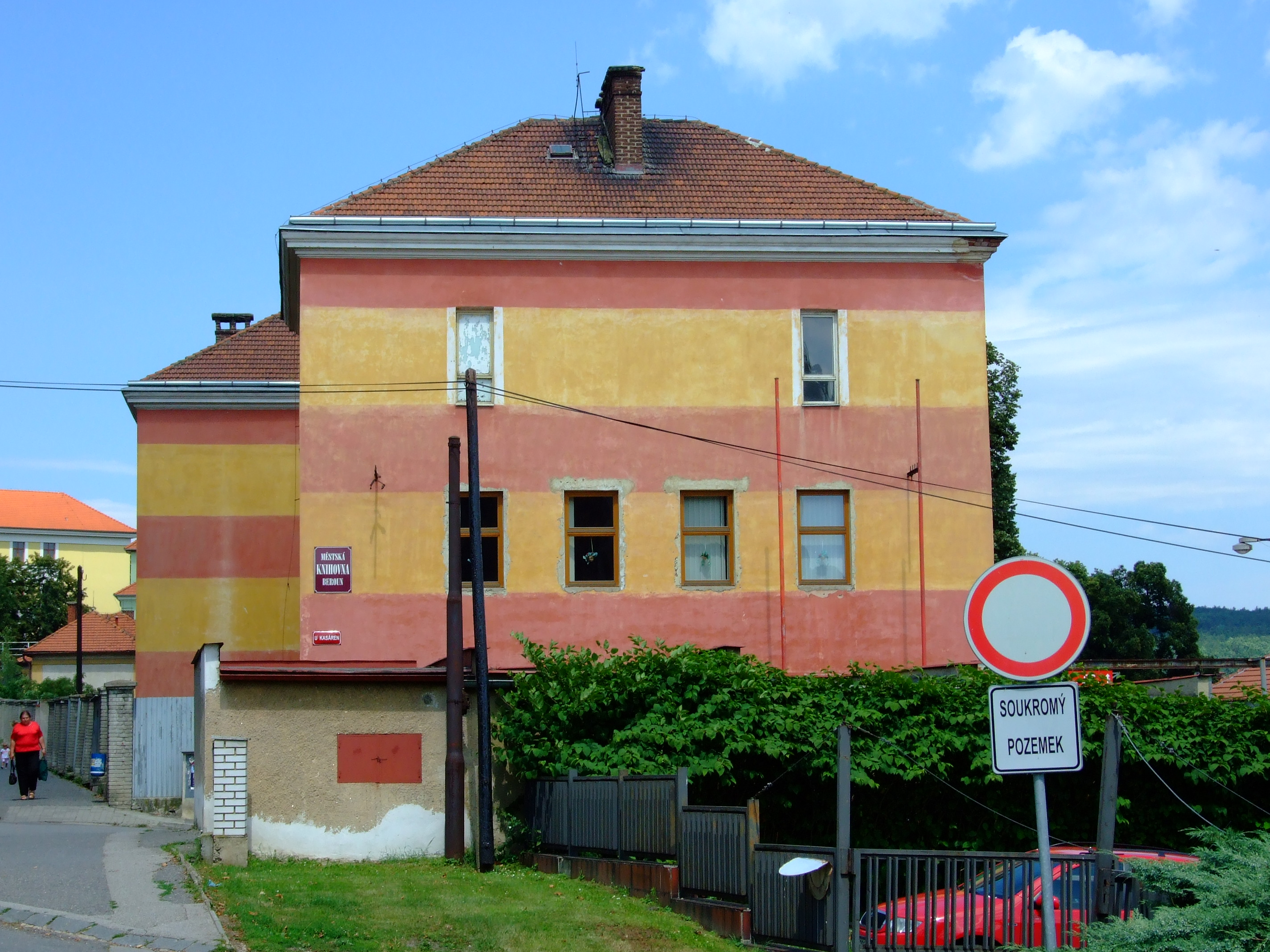
Budova městské knihovny v Berouně, která posloužila pro záběry exteriérů tohoto filmu

a další

## Obsah
Hlavní postavou je doktor filosofie Danny Smiřický, který je v rámci povinné vojenské služby přidělen k tankovému praporu ve vojenském prostoru Kobylec. Jako velitel tanku T-34/85 prodělává cvičení, jako kulturní pracovník je přítomen plnění Fučíkova odznaku a zažívá další příhody z vojenského prostředí 50. let. Ve volných chvílích vzpomíná na vdanou Lizetku, se kterou se v civilním životě pokoušel navázat vztah. V kasárnách se zamiluje do ženy jednoho z důstojníků Jany Pinkasové. Zažije návštěvu sovětského vojenského poradce a je také svědkem utonutí v jímce velitele tábora majora Borovičky. V konci příběhu odchází do civilu.

## Zajímavosti
- Natáčení probíhalo v bývalém vojenském prostoru v Podbořanech, v ulici U Kasáren a Záhořanská v Berouně, u obce Valov a na nádraží Nová Ves pod Pleší.[3]
- Přestože se děj románu odehrává mezi lety 1951–1953, scenáristé přesunuli celý děj filmu do roku 1953.[4]
- Danny Smiřický je v románu velitelem tanku T-34/85, který má pětičlennou posádku. V knize je i vysvětleno, že pátý člen je toho času nemocný. Ve filmu jsou ovšem posádky všech tanků pouze čtyřčlenné (viz T-34/85).